# البوغة
البوغة (بالإنجليزية: Būghah)‏ هو مكان مأهول بالسكان يقع في محافظة نينوى بالعراق. عدد السكان تقدير 2235 نسمة.

## وصلات داخلية
العراق العراق

## روابط خارجية
- [ معلومات عن المكان http://www.fallingrain.com/world/IZ/15/Bughah.html Fallingrain.com]